# Gobernación de Tafila
La gobernación de Tafila (en árabe: الطفيلة) es una de las doce gobernaciones en las que se subdivide políticamente el Reino Hachemita de Jordania. Se localiza al sudoeste de la ciudad capital de Jordania, la ciudad de Amán. 

## Demografía
Posee 2.114 km² y una población de 75.290 personas (según cifras del censo llevado a cabo en el año 2004). Los datos mencionados hacen que la densidad poblacional de la Gobernación de At Talifah sea de 35,61 pobladores por cada kilómetro cuadrado.

## Divisiones internas
La gobernación de Talifa posee una subdivisión interna compuesta de tres áreas o nahiyas a saber: 
- Al-Hasa
- Al-Tafila
- Bisaira

- Datos: Q750259
- Multimedia: Tafilah Governorate / Q750259